# 積卒一
豺狼座θ，又名CD-3610642，HD 144294、SAO 207332、HR 5987，是豺狼座的一颗恒星，视星等为4.23，位于銀經340.83，銀緯11.32，其B1900.0坐标为赤經16h 0m 1.4s，赤緯-36° 11.32′ 48″。